# Superman contre l'invasion des martiens
Série
El barón Brákola
(1967) Santo, el Enmascarado de Plata vs. los villanos del ring
(1968)
Pour plus de détails, voir Fiche technique et Distribution.
Superman contre l'invasion des Martiens ((es) Santo, el Enmascarado de Plata vs. la invasión de los marcianos) est un film mexicain d'Alfredo B. Crevenna de 1967. C'est le seizième film d'El Santo, el enmascarado de plata et le premier d'une série de sept pour Crevenna.

## Fiche technique
- Titre original : Santo el Enmascarado de Plata vs 'La invasión de los marcianos'
- Titre français : Superman contre l'invasion des martiens
- Titre anglais ou international : Santo vs. La Invasión de los marcianos ou Santo vs. the Martian Invasion
- Réalisation : Alfredo B. Crevenna
- Assistant-réalisateur : Antonio Mendoza
- Scénario : Rafael García Travesí
- Musique : Antonio Díaz Conde
- Production : Alfonso Rosas Priego
- Société(s) de production : Producciones Cinematográficas
- Pays d’origine :  Mexique
- Langue originale : espagnol
- Format : noir et blanc — 35 mm — 1,66:1 — son Mono
- Genre : action, drame, science-fiction
- Durée : 92 minutes
- Dates de sortie :
  - Mexique : 27 juillet 1967
  - France : 28 août 1968
- Affiche : Guy-Gérard Noël (France)

## Distribution
- El Santo : Santo (Santo el Enmascarado de Plata)
- Wolf Ruvinskis : Argos
- Ignacio Gómez : Cronos (as El Nazi)
- Beny Galán : Hercules
- Ham Lee : Morfeo
- Eduardo Bonada : Luchador
- Antonio Montoro : Luchador
- Maura Monti : Afrodita
- Eva Norvind : Selene
- Belinda Corel : Diana
- Gilda Mirós : Artemisa
- Manuel Zozaya : Prof. Ordorica
- Consuelo Frank : mère de Luisito
- Alicia Montoya : mère de l'enfant enlevé
- Roy Fletcher : père de l'enfant enlevé
- Mario Sevilla : père de Lusito
- Pepito Velázquez : Luisito
- Juan Antonio Edwards : enfant enlevé
- Yolanda Guzmán : sœur de Luisito